# Les Survivants (film, 1979)
Pour les articles homonymes, voir Les Survivants.
Pour plus de détails, voir Fiche technique et Distribution.
Les Survivants (Los sobrevivientes) est un film cubain réalisé par Tomás Gutiérrez Alea, sorti en 1979.

## Synopsis
Une famille aristocratique décide de s'isoler des changements apportés par la révolution cubaine.

## Fiche technique
- Titre : Les Survivants
- Titre original : Los sobrevivientes
- Réalisation : Tomás Gutiérrez Alea
- Scénario : Tomás Gutiérrez Alea et Antonio Benítez Rojo (dialogues)
- Musique : Leo Brouwer
- Photographie : Mario García Joya
- Montage : Nelson Rodríguez
- Production : Evelio Delgado
- Société de production : Institut cubain des arts et de l'industrie cinématographiques
- Pays :  Cuba
- Genre : Drame
- Durée : 130 minutes
- Dates de sortie : 
  -  Cuba : 6 janvier 1979

## Distribution
- Enrique Santisteban : Sebastián Orozco
- Juanita Caldevilla : Doña Lola
- Germán Pinelli : Pascual Orozco
- Ana Viña : Fina Orozco
- Reynaldo Miravalles : Vicente Cuervo
- Vicente Revuelta : Julio Orozco
- Leonor Borrero : Cuca
- Carlos Ruiz de la Tejera : Manuel Orozco
- Yael Teruel : Finita Orozco enfant
- Lili Rentería : Finita Orozco
- Francisco Puentes : Julio Orozco enfant
- Patricio Wood : Julio Orozco
- Antonio Cortés : Bartolomé Orozco enfant
- Jorge Alí : Bartolomé Orozco
- Manolito Angueira : Sebastiancillo Orozco
- Silvia Planas : Doña Cristina de los A. Fusté
- Ángel Espasande : Ramón Orozco
- Aida Busto : Maria del Pilar

## Distinctions
Le film a été présenté en sélection officielle en compétition au Festival de Cannes 1979.